# Maytenus disticha
Maytenus disticha là một loài thực vật có hoa trong họ Dây gối. Loài này được (Hook.f.) Urb. mô tả khoa học đầu tiên năm 1904.